# Publius Sempronius Tuditanus
Publius Sempronius Tuditanus var en romersk politiker.
Sempronius Tuditanus slöt som censor från 209 f.Kr. fred med Filip V av Makedonien 205 f.Kr. Han besegrade som konsul Hannibal vid Kroton 204 f.Kr.